# Iregszemcse
Iregszemcse är en ort i Ungern.   Den ligger i provinsen Tolna, i den västra delen av landet, 110 km sydväst om huvudstaden Budapest. Antalet invånare är 2 772.